# 曾開
曾開（1615年—1680年代），字公實，號泰階，廣東儋州水井人。明末清初詩人、學者。

## 生平
曾開自幼聰明過人，十二歲入泮，崇禎六年（1633年）中式癸酉科廣東鄉試第三名舉人。此後七應會試，皆不遇，年七十而殁。

## 著作
曾開作文援筆立就，尤工詩賦。曾修《儋志》三卷。